# Torup
Torup – miejscowość (tätort) w Szwecji, w regionie administracyjnym (län) Halland, w gminie Hylte.
Według danych Szwedzkiego Urzędu Statystycznego liczba ludności wyniosła: 1245 (31 grudnia 2015), 1318 (31 grudnia 2018) i 1322 (31 grudnia 2019).